# Thuidium cylindrella
Thuidium cylindrella är en bladmossart som beskrevs av C. Müller 1897. Thuidium cylindrella ingår i släktet tujamossor, och familjen Thuidiaceae. Inga underarter finns listade i Catalogue of Life.